# David Mottl
David Mottl (* 5. Mai 1977 in Burglauer) ist ein deutscher Koch.

## Werdegang
Nach seiner Ausbildung zum Koch im Jahr 1991 u. a. im Bristol-Hotel in Bad Kissingen wechselte Mottl zu Heinz Winklers Residenz in Aschau im Chiemgau und zu Joachim Wissler im Schloss Reinhartshausen, dann zu Christian Bau in Victors Gourmet Restaurant in Perl. Er arbeitete auch im Sterne-Restaurant Lutece in New York und in erstklassigen Restaurants in Spanien, in Irland und in der Schweiz. Bei der Lufthansa in Frankfurt war er für die Produktentwicklung und Übertragung von Sterne-Kochkunst auf die Lufthansa-Business-Class zuständig.
Von August 2012 bis November 2014 war er Küchenchef im Restaurant Marco Polo im Columbia Hotel in Wilhelmshaven, wo er ab 2013 vom Guide Michelin mit einem Stern und von Gault-Millau mit 17 Punkten ausgezeichnet wurde. Ende 2014 wurde das Restaurant geschlossen.
Eine weitere Station führte ihn 2016 als Executive Chef im Hotel St. Regis Langkawi nach Langkawi in Malaysien, um dort das erste St Regis Hotel in Malaysia zu eröffnen. Dann ging er nach Sankt Petersburg in Russland, wo er im Corinthia Hotel St Petersburg arbeitete.
2018 wechselte er nach Azerbaijan zur Eröffnung des Boutique Hotel Dinamo Hotel Baku, das zu den Small Luxury Hotels of The World  zählt.

## Auszeichnungen (Auswahl)
- 2013 Ein Stern im Guide Michelin
- 2013 Gault Millau 17 Punkte

## Belege
1. 1 2  David Mottls kulinarisches Neuland. 1. Januar 2013, archiviert vom Original (nicht mehr online verfügbar) am 6. Juli 2018; abgerufen am 6. Oktober 2020.  Info: Der Archivlink wurde automatisch eingesetzt und noch nicht geprüft. Bitte prüfe Original- und Archivlink gemäß Anleitung und entferne dann diesen Hinweis.
2. ↑   Michelin-Stern (Seite nicht mehr abrufbar. Suche in Webarchiven)
3. ↑  COLUMBIA Hotel Wilhelmshaven schließt Gourmetrestaurant. Archiviert vom Original (nicht mehr online verfügbar) am 10. Oktober 2020; abgerufen am 6. Oktober 2020.  Info: Der Archivlink wurde automatisch eingesetzt und noch nicht geprüft. Bitte prüfe Original- und Archivlink gemäß Anleitung und entferne dann diesen Hinweis.
4. ↑  eHotelier Editor: David Mottl named Executive Chef of The St. Regis Langkawi. In: Insights. 2. März 2016, abgerufen am 6. Oktober 2020 (australisches Englisch).
5. ↑  Dinamo Hotel Baku, Boutique Hotel in Baku, Azerbaijan | Small Luxury Hotels of the World. Archiviert vom Original (nicht mehr online verfügbar) am 21. Oktober 2020; abgerufen am 6. Oktober 2020.  Info: Der Archivlink wurde automatisch eingesetzt und noch nicht geprüft. Bitte prüfe Original- und Archivlink gemäß Anleitung und entferne dann diesen Hinweis.

| Personendaten    | Personendaten  |
| ---------------- | -------------- |
| NAME             | Mottl, David   |
| KURZBESCHREIBUNG | deutscher Koch |
| GEBURTSDATUM     | 5. Mai 1977    |
| GEBURTSORT       | Burglauer      |